# (953) Painleva
(953) Painleva és un asteroide del cinturó principal descobert per l'astrònom Benjamin Jekhowsky en 1921 des de l'observatori d'Alger, Alger, Algèria.
Porta el seu nom en honor del matemàtic francés Paul Painlevé (1863-1933).
S'estima que té un diàmetre de 28,33 ± 1,1 km. La seva distància mínima d'intersecció de l'òrbita terrestre és d'1,25984 ua. El seu TJ és de 3,288.
Les observacions fotomètriques recollides d'aquest asteroide mostren un període de rotació de 7,389 hores, amb una variació de lluentor de 10,1 de magnitud absoluta.